# Résolution 429 du Conseil de sécurité des Nations unies
Membres permanents
- Chine
- États-Unis
- France
- Royaume-Uni
- URSS

Membres non permanents
- Allemagne de l'Ouest
- Bolivie
- Canada
- Gabon
- Inde
- Koweït
- Mauritanie
- Nigéria
- Tchécoslovaquie
- Venezuela

Résolution no 428 Résolution no 430
La résolution 429 du Conseil de sécurité des Nations unies, adoptée le 31 mai 1978, a examiné un rapport du secrétaire général concernant la Force des Nations unies chargée d'observer le désengagement. Le Conseil de sécurité a pris note de ses efforts visant à établir une paix durable et juste au Moyen-Orient, mais a également exprimé sa préoccupation face à l’état de tension qui règne dans la région.
La résolution a décidé d'appeler les parties concernées à mettre immédiatement en œuvre la résolution 338 (1973), elle a renouvelé le mandat de la Force d'observation pour six mois supplémentaires, jusqu'au 30 novembre 1978, et a demandé au Secrétaire général de soumettre un rapport sur la situation à la fin de cette période.
La résolution a été adoptée par 14 voix contre zéro. La Chine n’a pas participé au vote.

## Voir également
- Conflit israélo-arabe
- Plateau du Golan
- Relations entre Israël et la Syrie
- Liste des résolutions du Conseil de sécurité des Nations unies adoptées en 1978